# Ekkehard Hieronimus
Ekkehard Hieronimus (* 5. Januar 1926 in Crossen an der Oder; † 22. Mai 1998 in Hannover) war ein deutscher Pastor und Autor.
Hieronimus studierte Chemie in Posen und Theologie in Hamburg, Erlangen und Paris, daneben Paläographie und Rabbinistik. 1954–55 und 1956 stand er im Dienste der „Eglise Evangelique luthérienne France“, seit 1975 war er bis 1990 Pastor der Gartenkirche St. Marien in Hannover, von wo aus er in der Kirchlichen Sammlung um Bibel und Bekenntnis wirkte. Er ist Verfasser zahlreicher Aufsätze zu theologischen und anderen Themen. 

## Werke
- Theodor Lessing, Otto Meyerhof, Leonard Nelson. Bedeutende Juden in Niedersachsen. Hrsg. von der Niedersächsischen Landeszentrale für Politische Bildung, Hannover 1964.
- Theodor Lessing. Eine Lebensskizze. Hannover 1972.
- Der Grafiker E. M. Lilien (1874-1925). Arbeitsberichte aus dem Städtischen Museum Braunschweig, Bd. 25. Braunschweig 1974.
- Der Traum von den Urkulturen. Vorgeschichte als Sinngebung der Gegenwart? München 1975.
- Elisàr von Kupffer. Basel 1979.
- Wilhelm von Gloeden. Photographie als Beschwörung. Aachen 1982.
- Lanz von Liebenfels. Eine Bibliographie. Toppenstedt, Berg 1991, ISBN 3-922119-11-5.
- Jörg Lanz von Liebenfels. In: Uwe Puschner, Walter Schmitz, Justus H. Ulbricht (Hrsg.): Handbuch zur „Völkischen Bewegung“ 1871–1918. Saur, München u. a. 1996, ISBN 3-598-11241-6, S. 131–146.